# 육군교육사령부
육군교육사령부(陸軍敎育司令部, 영어: ROK Army Training & Doctrine Command, 별칭: 창조대(創造臺))는 대전광역시 유성구 자운대에 있는 대한민국 육군의 기능사령부이다. 육군의 병과 훈련을 담당하는 각 군사학교를 통솔하여 육군의 미래전력을 육성하는 임무를 수행한다.
현재, 대한민국 국군의 보병 병과라도 기계화부대(기계화보병사단, 기갑여단 등)에 속한 장교와 부사관은 육군보병학교나 육군부사관학교가 아닌 육군기계화학교에서 병과 교육을 받으며, K-21이 전력화된 현재는 이들 기계화보병 특기를 기갑 병과로 통합하려는 계획이 추진 중이다.

## 지휘관
육군 교육사령관 자리는 중장급 보직으로서 전역을 앞두거나 대장 진급에 실패한 중장들이 거의 마지막으로 취임하게 되는 자리이기 때문에 통상 전역대기직으로 평가되고 있다.
그 이유는 2011년 이래 육군 교육사령관의 대장 진급 사례가 단 한번 밖에 없었기 때문이다. 그 이전까지만 하더라도 단 세번 뿐이다.

## 연혁

### 창설기(1951년 8월 ~ 1960년 6월)
1951년 8월에 처음으로 부산 범일동 부산진초등학교에서 창설식을 가지고 교육총감부(국본일명(육) 제 120호)로 창설되었다. 1954년 7월에 교육총감부를 교육총본부로 개편하고 각 학교 및 훈련소를 통합적으로 지휘하도록 하였다. 이때 예하에 20개 학교 및 부대를 가지고 있었다. 1955년 5월 여군훈련소를 창설과 동시에 예속시켰고, 1956년 10월에 부산에서 광주로 옮겼다.

### 광주 시대(1960년 6월 ~ 1982년 6월)
1960년 1월에 교육총본부를 전투병과교육사령부로 개편하고 보병, 포병, 기갑, 항공, 화학 등 5개교를 통제하였다. 그리고 1981년 육군일반명령 제 12호로 현재의 육군교육사령부를 창설하였다. 이는 육군 전투발전/교육발전 기능을 통합하였고 1983년 4월부로 학군단 교육업무를 관장하기 시작하였다.

### 반석동 시대(1982년 6월 ~ 2004년 10월)
1982년 6월, 광주 상무대에서 대덕군 탄동면(현 대전 반석동)으로 위치를 이전하고 창조대라 명명하였다. 1993년 9월 전투지휘훈련단(BCTP)를 창설하고 1995년 4월에 육군사관학교를 제외하고 전 육군의 학교기관을 예속하였다. 1998년 12월 육군과학화전투훈련단(KCTC) 사업단을 창단하고, 2002년 4월 창단하였다.

### 자운대 시대(2004년 10월 ~ 현재)
2004년 10월에 현재 위치인 대전광역시 자운대로 위치를 이전하고, 2005년 10월 육군 리더십센터를 창설하였다. 동년 동월 3사관학교의 예속을 육군 본부으로 전환시키고 2009년 1월 육군본부 전투발전단을 통합해 전력발전부로 개편하였다.

## 기능
- 방위력 개선요소 창출
- 전투발전 업무체계 정립 및 발전
- 전투실험을 통한 전투발전 분야별 소요검증
- 현재 및 장차전에 대비한 교리연구 발전 및 교범 작성
- 육군의 교육훈련 발전 및 지원
- 학교 교육 통제/감독(단, 육사 및 3사교 생도과정은 육군본부에서 통제)
- 전시 학교 교육 통제
- 육군의 리더십 정책 발전과 리더십 업무 조정 및 통제
- 군단 및 사단급 전투지휘훈련 통제/발전
- 과학화전투훈련 실시 및 발전
- 정보화 기반 체계 구축 및 보강
- 전시전환 및 증편계획 보강
- 기타 부여되는 임무수행

## 조직
- 학교
  - 육군보병학교
  - 육군기계화학교
  - 육군포병학교
  - 육군방공학교
  - 육군보병학교
  - 육군공병학교
  - 육군정보통신학교
  - 육군항공학교
  - 육군화생방학교
  - 육군종합군수학교
  - 육군종합행정학교
  - 육군학생군사학교
- 부대
  - 육군훈련소 (KATC)
  - 육군과학화전투훈련단 (KCTC)
  - 전투지휘훈련단 (BCTP)
  - 육군군견훈련소

## 같이 보기
- 육군 학사장교
- 학군사관
- 학생중앙군사학교